# برنتوود (تنسی)
برنتوود(به انگلیسی: Brentwood) شهری در ایالت تنسی کشور ایالات متحده آمریکا است که جمعیت آن در سرشماری سال ۲۰۱۰ میلادی، ۳۷٬۰۶۰ نفر بوده‌است.